# Aiguilles Rouges d'Arolla
Le Aiguilles Rouges d'Arolla sono tre vette delle Alpi Pennine alta che si trovano nel Canton Vallese (Svizzera).

## Caratteristiche
La montagna si trova ad ovest di Arolla e ad est del lago di Dix. È composto da tre vette principali:
- Vetta Centrale - 3.646 m
- Vetta Nord - 3.594 m
- Vetta Sud - 3.584 m

## Rifugi
Ai piedi del gruppo nel versante verso Arolla si trova la Cabane des Aiguilles Rouges (2.810 m).